# Heterachne
Heterachne is een geslacht uit de grassenfamilie (Poaceae). De soorten van dit geslacht komen voor in  Australazië.

## Soorten
Van het geslacht zijn de volgende soorten bekend: 
- Heterachne abortiva
- Heterachne baileyi
- Heterachne brownii
- Heterachne gulliveri